# Navegación aérea inercial
La Navegación aérea inercial se basa en la aplicación de las leyes de la inercia para el cálculo de la posición de la aeronave.

## Fundamento
El principio de funcionamiento de este sistema se encuentra en las leyes de la inercia y la mecánica, siendo capaz de calcular la velocidad de la aeronave, su posición y su altitud (posición del avión como sólido rígido, con relación a la superficie terrestre).
En esencia, el funcionamiento se basa en la utilización de unos medidores llamados acelerómetros que, cuando se acoplan a un vehículo, miden la aceleración de este en una dirección. De acuerdo con las leyes matemáticas, la aceleración se transforma en velocidad, y ésta en posición.
Su principio de funcionamiento se basa en la detección a bordo, de las aceleraciones que sufre la aeronave, mediante una plataforma estabilizada giroscópicamente, en dos ejes orientados permanentemente hacia el Norte y el Este. Si la aceleración detectada se integra a lo largo del tiempo, se obtiene la velocidad de la aeronave respecto al suelo según esos ejes. El vector velocidad se obtendrá sumando vectorialmente las componentes según los ejes mencionados. De forma análoga, si se integran las componentes del vector velocidad según los ejes indicados a lo largo del tiempo, se obtendrá la distancia recorrida según esas direcciones en el tiempo de integración.
Sumando a la coordenada inicial el incremento de posición obtenido de esa integración, se obtendrá la nueva posición. Es importante indicar la necesidad de conocer las coordenadas del punto inicial del vuelo, que debe introducir el piloto previamente a comenzar su utilización.

## Historia
Aunque el empleo de este principio para estimar la posición de las aeronaves se remonta a la Segunda Guerra Mundial, en donde el guiado de las bombas alemanas V2 se hacía con un sistema de estas características, no fue hasta 1966 cuando se presentó el primer sistema inercial para uso en aviación civil. Desde entonces la evolución de estos sistemas en lo que se refiere a su relación precio/coste, ha sido espectacular.

## Inconveniente de su uso
El problema que presenta el sistema es que está sujeto a un error sistemático, es decir, el error va creciendo a medida que aumenta el tiempo desde su última actualización, lo que hace necesario que ésta se realice de forma periódica mediante la utilización de otro sistema.
Hoy en día, sólo las aeronaves dedicadas al transporte comercial en vuelos de gran autonomía, emplean el INS, aunque paulatinamente, se está sustituyendo su uso por el GPS.
- Datos: Q6038990